# W47 (Kernwaffe)

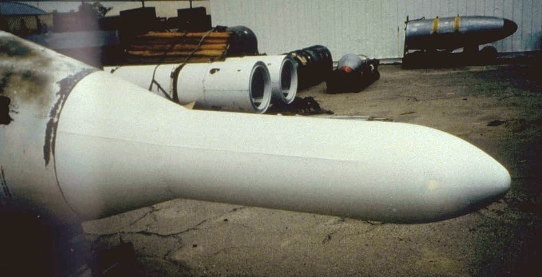
Mk1 Wiedereintrittskopf für den W47 Sprengkopf

Der W47 war ein thermonuklearer Gefechtskopf der USA für die Submarine-launched ballistic missile UGM-27 Polaris. Er war der erste US-Sprengkopf mit einem nicht sphärischen Teller-Ulam-Design. Er stellt einen der größten Sprünge in der Entwicklung von US-Kernwaffen hin zu leichtgewichtigen Waffen mit hoher Sprengkraft dar.

## Geschichte
Die Geschichte des W47 Sprengkopfes beginnt im Sommer 1956 auf einer von der United States Navy organisierten Studie in Nobska Point (Woods Hole, Massachusetts) zur U-Boot-Kriegsführung. An dieser nahm Edward Teller teil, welcher maßgeblich an der Entwicklung des Teller-Ulam-Designs für thermonukleare Waffen und der Gründung des Lawrence Livermore National Laboratory beteiligt war. Von einem Mitarbeiter der Naval Ordnance Test Station wurde die Möglichkeit erörtert, leichtgewichtige Raketen mit einer Reichweite von 1.000 bis 1.500 nautischen Meilen (1.800 bis 2.700 km) zu bauen. Mit der damaligen Kernwaffentechnik hätten diese aber nur Sprengköpfe mit geringer Sprengkraft tragen können. Teller schlug daraufhin mit den Worten "Why use a 1958 warhead in a 1965 weapon system?" ("Warum einen Sprengkopf aus dem Jahr 1958 auf einer Waffe aus dem Jahr 1965 verwenden?") die Entwicklung einer neuen Art von kompakten Kernwaffen mit einer Sprengkraft von etwa 1 MT vor, welche von den neuen Raketen getragen werden konnten.
Tellers Erinnerungen an die Ereignisse werden folgendermaßen zitiert:
The Navy asked if we could make a nuclear explosive of such and such dimensions and such and such a yield. What they wanted was a small, light, nuclear warhead in the 1-megaton range. Everyone at the meeting, including representatives from Los Alamos, said it could not be done— at least in the near future. But I stood up and said, "We at Livermore can deliver it in five years and it will yield 1 megaton." On the one hand, the Navy went away happy, and the program got approved. On the other hand, when I came back to Livermore and told them of the work that was in store for them, people’s hair stood on end. They said, "What have you done? We can’t get a megaton out of such a small device, not in five years!"
( "Die Navy erkundigte sich, ob wir einen nuklearen Sprengsatz von diesen und jenen Abmessungen und dieser und jener Sprengkraft bauen könnten. Was sie wollten war ein kleiner, leichter nuklearer Sprengkopf mit etwa 1 MT Sprengkraft. Jeder bei der Besprechung, einschließlich Repräsentanten von Los Alamos, sagte es könne nicht gemacht werden - zumindest in der näheren Zukunft. Aber ich stand auf und erklärte: "Wir in Livermore können ihn in 5 Jahren liefern und er wird eine Megatonne Sprengkraft haben." Auf der einen Seite ging die Navy glücklich weg und das Programm wurde genehmigt. Auf der anderen Seite, als ich zurück nach Livermore kam und ihnen erzählte welche Arbeit auf sie wartete, standen den Leuten die Haare zu Berge. Sie sagten: "Was hast Du gemacht? Wir können aus einem solch kleinen Sprengsatz keine Megatonne rausholen, nicht in fünf Jahren!" )
Im Frühjahr 1957 formulierte die US Navy ihre Forderung nach einer feststoffgetriebenen, unterwasser-startbaren Rakete. Ende 1957 lagen die ersten positiven Testergebnisse des neuen Sprengkopfdesigns des LLNL von der Nevada Test Site vor. Daraufhin initiierte das US-Verteidigungsministerium ein Programm, um das neue Waffensystem bis 1960 zu stationieren. Im Sommer 1958 fanden weitere positive Tests im Pazifik statt, nur kurze Zeit bevor das Testmoratorium von 1958 bis 1961 in Kraft trat. Während der Zeit des Testmoratorium wurde das Sprengkopfdesign unter Zuhilfenahme von Computermodellen weiter verbessert.
Im April 1960 begann die Produktion mit der EC47 (EC - Emergency Capability - Notfallkapazität), einsatzfähiger Prototypen. Im Juli 1960 nahm die Navy ihre ersten 16 Sprengköpfe in Empfang und im November 1960 stach die George Washington zur ersten Abschreckungspatrouille in See. Nach Auslaufen des Testmoratoriums führte die Ethan Allen am 6. Mai 1962 den einzigen Test eines kompletten operativen strategischen Waffensystems der USA durch und feuerte eine Polaris A1 im Rahmen der Operation Dominic Frigate Bird ab. Der W47-Y1-Sprengkopf detonierte erfolgreich mit 600 kT Sprengkraft und einem Sprengkraft-zu-Masse-Verhältnis von 1,84 kT/kg. Die Variante W47 Y2 wurde am 12. Juni 1962 getestet bei einem fallschirmverzögerten Abwurf aus einem Flugzeug (Dominic Harlem). Der Sprengkopf detonierte mit 1,2 MT, was einem Sprengkraft-zu-Masse-Verhältnis von 3,42 kT/kg entspricht. Weiterhin wurde die Variante W47 Y2 mit einer verdoppelten Sprengkraft von 1,2 MT kurze Zeit später eingeführt und auch die Polaris A2 mit dem Sprengkopf bestückt. Insgesamt wurden 1.060 Sprengköpfe bis 1964 gebaut, jedoch waren nie mehr als 300 gleichzeitig einsatzbereit. Der Sprengkopf war von starken Zuverlässigkeitsproblemen geplagt und musste öfter nachgebessert werden. Im Jahr 1966 waren 75 % aller W47 Y2 nicht einsatzbereit, sie wurden bis zum Oktober 1967 überholt. Die letzten W47 wurden im November 1974 ausgemustert.
Die mit dem W47 eingeführten Neuerungen beim Design leichter, kompakter thermonuklearer strategischer Waffen sind bis heute Grundlage aller modernen US-Kernwaffen.

## Aufbau
Der Kernsprengkopf beruht auf dem Teller-Ulam-Design. Das neuartige am Design des W47 war, dass anstelle eines kugelförmigen Plutoniumkernes ein ovaler, melonenförmiger Kern eingesetzt wurde, d. h., er war nicht sphärisch. Der chemische Sprengkopf, welcher zur Implosion führte, musste auch nicht mehr an mehreren dutzend Stellen gezündet werden, sondern nur noch an zwei Punkten. Dieser "Primary", Robin genannt, kam auch bei den W38- und W45-Sprengköpfen zum Einsatz. In dem Kernsprengkopf waren 2,5 kg Plutonium (239Pu), 60 kg Uran (235U), 36 kg Lithiumdeuterid (6Li) sowie 4 g Tritium verbaut. Der Kernsprengkopf war in einem Mk1-Wiedereintrittskopf untergebracht. Bei diesem kam Beryllium als hitzebeständiges Material zum Einsatz. Der W47 Y2 mit 1,2 MT Sprengkraft wog nur etwa 410 kg (mit Mk.1 rund 327 kg), während die 1945 über Nagasaki abgeworfene Mk3 Bombe fast 4.700 kg wog bei 0,02 MT Sprengkraft.

## Daten
| Sprengsatz               | EC47                                     | W47 Y1                                   | W47 Y2                                   |
| ------------------------ | ---------------------------------------- | ---------------------------------------- | ---------------------------------------- |
| Status                   | ausgemustert                             | ausgemustert                             | ausgemustert                             |
| ehemaliger Betreiber     | United States Navy                       | United States Navy                       | United States Navy                       |
| Entwickler               | LLNL                                     | LLNL                                     | LLNL                                     |
| Entwicklungsbeginn       | 1956                                     | 1956                                     | 1956                                     |
| Produktionsbeginn        | April 1960                               | Juni 1960                                | kA                                       |
| Produktionsende          | Juni 1960                                | kA                                       | Juli 1964                                |
| produzierte Stückzahl    | 1.060                                    | 1.060                                    | 1.060                                    |
| Design                   | Teller-Ulam, zweistufig, nicht sphärisch | Teller-Ulam, zweistufig, nicht sphärisch | Teller-Ulam, zweistufig, nicht sphärisch |
| Masse W47 ohne Mk1       | kA                                       | etwa 313 kg                              | etwa 327 kg                              |
| Länge W47 ohne Mk1       | 1,16 m                                   | 1,16 m                                   | 1,16 m                                   |
| Durchmesser W47 ohne Mk1 | 0,45 m                                   | 0,45 m                                   | 0,45 m                                   |
| Sprengkraft              | 600 kT                                   | 600 kT                                   | 1,2 MT                                   |
| Trägersystem             | Polaris A1                               | Polaris A1                               | Polaris A1, Polaris A2                   |
| Anzahl pro Träger        | 1                                        | 1                                        | 1                                        |
| Streukreisradius         | ka                                       | ka                                       | ka                                       |